# Hugues-Wilfried Dah
Hugues-Wilfried Hamed Dah est un footballeur burkinabé né le 10 juillet 1986. Il évoluait au poste d'attaquant.

## Carrière
- 2004-2006 : ASFA Yennenga ( Burkina Faso)
- 2006 : Renacimiento FC ( Guinée équatoriale)
- 2007-2008 : FC 105 ( Gabon)
- 2008-2009 : Cotonsport Garoua ( Cameroun)
- 2009-2010 : Busaiteen Club ( Bahreïn)
- 2010-2011 : Al-Urooba Mirbih ( Émirats arabes unis)
- 2011-2012 : Al Nahda Club ( Oman)
- 2012-2014 : Al Thaid ( Émirats arabes unis)
- 2014-2015 : EGS Gafsa ( Tunisie)
- 2016 : RC Kadiogo ( Burkina Faso)
- 2016-2017 : EO Sidi Bouzid ( Tunisie)
- 2017-2018 : Salimata et Taséré FC ( Burkina Faso)
- 2018-2022 : USFA Ouagadougou ( Burkina Faso)

## Palmarès
- Champion du Burkina Faso en 2006 avec l'ASFA Yennenga
- Champion de Guinée équatoriale en 2006 avec Renacimiento